# Krivača (okręg braniczewski)
Krivača (cyr. Кривача) – wieś w Serbii, w okręgu braniczewskim, w gminie Golubac. W 2011 roku liczyła 357 mieszkańców.